# Jade Barbosa
Jade Fernandes Barbosa (Rio de Janeiro, 1 de julho de 1991) é uma ginasta brasileira que faz parte da equipe nacional que conquistou a primeira medalha de bronze por equipes para o país nos Jogos Olímpicos de Paris 2024. Jade também é a primeira brasileira a conseguir uma medalha na disputa do individual geral em Campeonato Mundial, com seu bronze em 2007, e a primeira a medalhar em duas provas distintas ao conquistar bronze no salto em 2010.

## Carreira

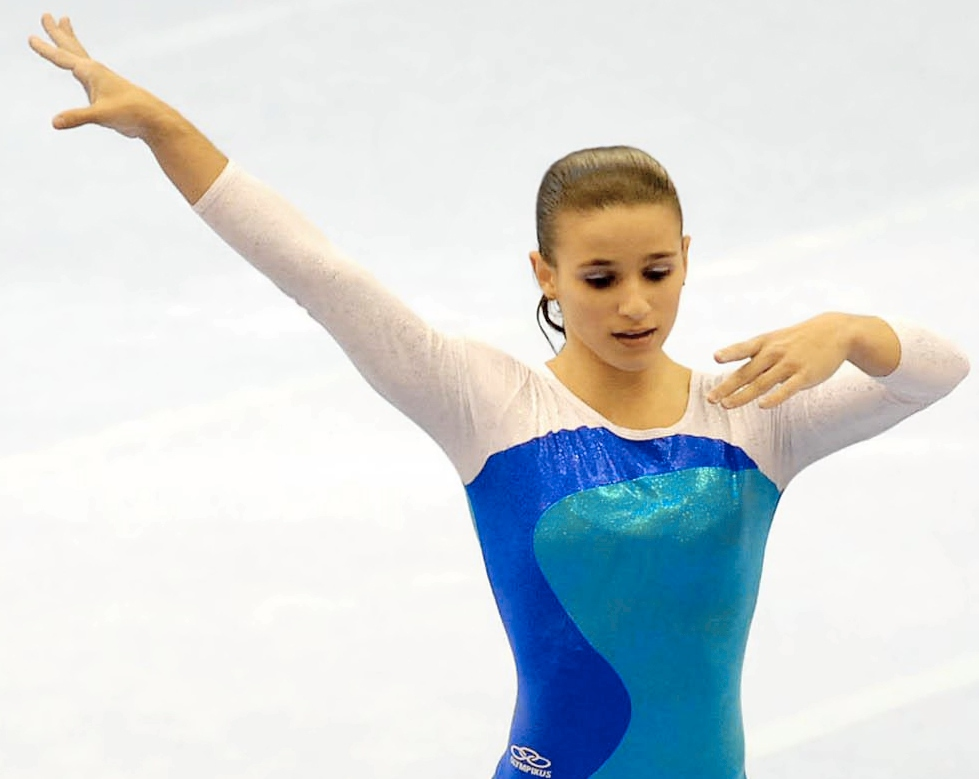
Jade se apresenta no solo, durante o Pan 2007.

Jade Barbosa iniciou-se na carreira de ginasta ainda menina. Aos nove anos sua mãe morreu vitimada por um aneurisma. Dois anos mais tarde, a ginasta participou de seus primeiros Jogos da Juventude, na categoria infantil, nos quais não conquistou medalhas. Em 2003, foi a campeã do individual geral e de todos os aparelhos disputados no Campeonato Nacional Brasileiro da categoria infantil.
No ano seguinte, no Campeonato Pan-Americano Juvenil, disputado em El Salvador, foi a medalhista de ouro no solo, de prata no salto e de bronze por equipes. Em 2005, agora na categoria sênior, a atleta conquistou a prata no salto e no concurso geral do Campeonato Brasileiro. No Pré-Pan, substituindo Daiane dos Santos, competiu pela primeira vez pela seleção brasileira. No individual geral, foi 11ª colocada entre os atletas do continente. Por equipes, saiu-se vice-campeã e classificada a competir o Pan-americano. No ano seguinte, foi campeã no solo e no salto e vice-campeã na trave, do Campeonato Nacional, realizado na cidade de Goiânia. Em São Paulo, com idade para competir no Juvenil, conquistou o ouro do concurso geral e das barras assimétricas.
Em 2007, pouco antes de completar dezesseis anos, Jade Barbosa pôde competir pela primeira vez, internacionalmente e na categoria sênior, na Copa do Mundo. Disputou as etapas de Paris, na França, e Cottbus, na Alemanha. Na primeira, com a quarta e a sétima colocações no salto e nas paralelas assimétricas, Jade não subiu ao pódio. Na segunda, presente em três finais, conquistou a prata no salto. Em julho, aos dezesseis anos, Barbosa disputou os Jogos Pan-americanos do Rio de Janeiro. Nesta edição, saiu-se vencedora na prova do salto, após mais de quinze anos da conquista de Luisa Parente. No solo, superada pelas norte-americanas Rebecca Bross e Shawn Johnson, foi a medalhista de bronze. No concurso geral, falhas em suas rotinas a deixaram fora do pódio. Coletivamente, conquistou a prata. Meses à frente, em nova estreia, no Mundial de Stuttgart, Jade Barbosa conquistou o inédito pódio do individual geral, para a ginástica do Brasil.
Em 2008, competindo em sua primeira edição olímpica nos Jogos de Pequim, Barbosa classificou-se para três finais. Por equipes, o Brasil disputou pela primeira vez uma final, na qual encerrou na oitava posição. Individualmente, Barbosa atingiu a melhor colocação nacional até então: o décimo lugar. Nos aparelhos, disputou o salto sobre a mesa, no qual caiu em suas duas aterrissagens atingiu a sétima posição Após o término das Olimpíadas a ginasta fora diagnosticada com uma lesão grave no pulso que poderia interromper sua carreira. Afastada das competições, anunciou a volta às disputas para o Campeonato Brasileiro de 2009. No evento, classificou-se para três finais por aparelhos: trave, salto sobre a mesa e solo. No solo, pontuou 13,550; e terminou com a primeira colocação, superando Ethiene Franco e Priscila Cobello, prata e bronze, respectivamente.
Abrindo o calendário competitivo de 2010, disputou em maio, o Troféu Brasil, no qual saiu campeã da prova geral individual, a companheira de equipe Daniele Hypólito foi prata e a estreante Priscila Cobello, medalhista de bronze. Em agosto, na disputa do Nacional Brasileiro, em Vitória, conquistou três medalhas, sendo duas de ouro: por equipes, defendendo a equipe do Flamengo, somou 165,700 pontos e encerrou campeã; no evento geral obteve nota suficiente apenas para a terceira colocação, em prova vencida pela companheira Daniele Hypólito; no salto sobre a mesa, conquistou o ouro após pontuar 14,675 pontos. Após dois anos afastada da seleção principal brasileira, retornou as competições internacionais no Mundial de Roterdã, realizado nos Países Baixos. Nele, conquistou durante a fase de qualificação, a vaga em duas finais individuais, o concurso geral e o salto sobre a mesa. Coletivamente, terminou na décima colocação. Em sua primeira final, obteve um somatório geral de 55,655 pontos e encerrou na 15ª posição. A campeã da prova foi a russa Aliya Mustafina, com um total de 61,032 pontos. Adiante, na disputa do salto, somou 14,799 pontos na média dos dois saltos e encerrou superada pela norte-americana Alicia Sacramone e pela russa Mustafina, com a medalha de bronze. Em dezembro, pelas conquistas atingidas, a ginasta foi premiada pela primeira vez em sua carreira, com o Prêmio Brasil Olímpico, como melhor ginasta artística do país. Abrindo o calendário competitivo de 2011, disputou na capital russa, a etapa de Copa do Mundo. Nela, competiu apenas no salto sobre a mesa, no qual encerrou medalhista de bronze, em prova vencida pela alemã Oksana Chusovitina. Na competição seguinte, o Nacional Brasileiro, realizado em Guarulhos, encerrou campeã nas provas por equipes, solo e salto, segunda colocada no geral individual e medalhista de bronze na trave.
Em meados do ano seguinte, por discordar dos termos de uso de uniformes e das marcas dos patrocinadores da seleção de ginastas do Brasil, foi excluída da delegação que disputaria os Ginástica nos Jogos Olímpicos de 2012, em Londres. Acabaria entrando nos Jogos Olímpicos de 2016 após ajudar a equipe a vencer um evento-teste quatro meses antes da Olimpíada no Rio de Janeiro. Depois de fazer parte do time que terminou a competição por equipes em oitavo, Jade entrou no lugar de Flávia Saraiva na final individual, que não pode completar após uma lesão na prova do solo.
Em fevereiro de 2017, foi confirmada como participante do reality Dancing Brasil exibido pela RecordTV, terminando a competição em segundo lugar. No campeonato brasileiro em agosto, foi segunda colocada nas barras assimétricas, antes de desistir da final geral por uma lesão na canela. Voltaria a competir só em abril de 2018, levando junto da equipe brasileira a prata no torneio de Jesolo. No mês seguinte, participou dos Jogos Sul-Americanos de 2018, ganhando ouro por equipes, prata nas barras assimétricas e trave (atrás de Flávia Saraiva), e bronze no individual geral (atrás de Saraiva e a argentina Martina Dominici). Foi então vice-campeã brasileira atrás de Daniele Hypólito, além de levar ouro nas barras assimétricas e prata na trave. No resto do ano, foi vice-campeã do Campeonato Pan-Americano de Ginástica de 2018 com a equipe brasileira, e foi parte da primeira equipe a chegar na final do mundial desde a estreia profissional de Jade em 2007.
Em 2019 foi parte da equipe brasileira que venceu um evento em Stuttgart, e levou prata no solo e bronze no geral e nas barras assimétricas no campeonato brasileiro. Mas então começou a sofrer com lesões, a começar por uma torção no joelho que a cortou dos Jogos Pan-Americanos de 2019, e um rompimento do ligamento cruzado saltando na trave durante o Mundial, onde o Brasil não conseguiu a vaga por equipes para os Jogos Olímpicos de 2020. Quando a pandemia de COVID-19 adiou as Olimpíadas em um ano, Jade levantou as esperanças de ainda se classificar, quando uma contusão às vésperas do Campeonato Pan-Americano de Ginástica de 2021 a impediu, embora ela declarasse ainda estar disposta a tentar mais uma participação olímpica em 2024. Durante os Jogos, comentou a competição de ginástica pelo SporTV ao lado de Daniele Hypólito.
Em outubro de 2021, na competição por equipes do Campeonato Brasileiro de Ginástica Artística, representou seu clube, Flamengo, ao lado de Daniele Hypólito, Hellen Vitória, Lorrane Oliveira, Maria Heloísa, Rebeca Andrade e Thaynná Máximo. Jade apresentou-se nas assimétricas (13.200) e na trave (13.000), ajudando sua equipe a levar o ouro. Na final por aparelhos, conquistou prata nas assimétricas e na trave.
Em 2023, juntamente com as atletas Flávia Saraiva, Rebeca Andrade, Lorrane Oliveira, Carolyne Pedro e Júlia Soares, Jade fez parte da equipe brasileira que conquistou a primeira medalha na categoria por equipes para o país em campeonatos mundiais, na Antuérpia, com uma prata.Este feito histórico marcou a primeira vez que uma seleção sul-americana alcançou tal conquista.
Durante os Jogos Olímpicos de Verão de 2024, juntamente com as atletas Rebeca Andrade, Flávia Saraiva, Lorrane Oliveira e Júlia Soares, Jade fez parte da equipe que conquistou pela primeira vez para o Brasil uma medalha na categoria por equipes femininas nos Jogos Olímpicos, sendo novamente a primeira fez que uma equipe sul-americana alcança esse feito.

## Vida Pessoal
Jade se casou com Leandro Ferlini em setembro de 2024, com quem mantém relacionamento desde 2019.

## Principais resultados

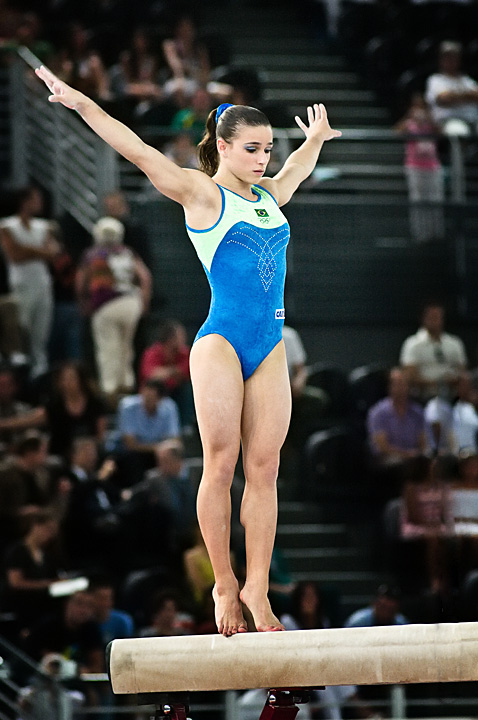
Jade Barbosa na Copa do Mundo de Ginástica 2008, em Roma.

| Ano  | Evento                                             | AA                | Equipe            | Salto sobre o cavalo | Trave             | Barras assimétricas | Solo              |
| ---- | -------------------------------------------------- | ----------------- | ----------------- | -------------------- | ----------------- | ------------------- | ----------------- |
| 2002 | Campeonato Brasileiro (júnior)                     | 4º                |                   |                      |                   |                     |                   |
| 2003 | Campeonato Nacional Brasileiro                     | Medalha de ouro   | Medalha de ouro   | Medalha de ouro      | Medalha de ouro   | Medalha de ouro     | Medalha de ouro   |
| 2004 | Campeonato Pan-americano                           | 5º                | Medalha de bronze | Medalha de prata     | 4º                |                     | Medalha de ouro   |
| 2004 | Campeonato Nacional Brasileiro                     | Medalha de ouro   | Medalha de prata  | Medalha de ouro      | Medalha de bronze | Medalha de bronze   | Medalha de ouro   |
| 2005 | Campeonato Nacional Brasileiro                     | Medalha de ouro   | Medalha de ouro   | Medalha de ouro      | Medalha de prata  | Medalha de prata    | Medalha de ouro   |
| 2005 | Campeonato Pan-Americano                           | 11º               | Medalha de prata  |                      |                   |                     |                   |
| 2006 | Campeonato Nacional Brasileiro                     | Medalha de ouro   | Medalha de prata  |                      |                   | Medalha de prata    |                   |
| 2006 | Jogos Sul-americanos                               | Medalha de ouro   | Medalha de ouro   | Medalha de ouro      |                   | Medalha de ouro     |                   |
| 2007 | Campeonato Nacional Brasileiro                     | Medalha de ouro   | Medalha de ouro   | Medalha de ouro      | Medalha de prata  |                     | Medalha de prata  |
| 2007 | Copa do Mundo – Stuttgart                          |                   |                   | Medalha de prata     | 4º                | 8º                  | Medalha de prata  |
| 2007 | Copa do Mundo - Cottbus                            |                   |                   | Medalha de prata     | 8º                |                     | 5º                |
| 2007 | Copa do Mundo – Paris                              |                   |                   | 4º                   |                   | 7º                  |                   |
| 2007 | Jogos Pan-americanos                               | 4º                | Medalha de prata  | Medalha de ouro      | 4º                |                     | Medalha de bronze |
| 2007 | Campeonato Mundial de Ginástica Artística          | Medalha de bronze | 5º                | 5º                   | 7º                |                     |                   |
| 2008 | Copa do Mundo – Cottbus                            |                   |                   | Medalha de prata     | 13º               | 6º                  | Medalha de prata  |
| 2008 | Copa do Mundo – Moscou                             |                   |                   | Medalha de ouro      | 7º                |                     | 8º                |
| 2008 | Campeonato Nacional Brasileiro                     | Medalha de prata  | Medalha de prata  | Medalha de ouro      | Medalha de prata  | Medalha de ouro     | Medalha de ouro   |
| 2008 | Jogos Olímpicos                                    | 10º               | 8º                | 7º                   |                   |                     | 12º               |
| 2009 | Campeonato Nacional Brasileiro                     | 6º                |                   | 4º                   |                   |                     | Medalha de ouro   |
| 2010 | Troféu Brasil                                      | Medalha de ouro   |                   |                      |                   |                     |                   |
| 2010 | Campeonato Nacional Brasileiro                     | Medalha de bronze |                   | Medalha de ouro      |                   |                     |                   |
| 2010 | Campeonato Mundial de Ginástica Artística          | 15º               | 10º               | Medalha de bronze    |                   |                     |                   |
| 2010 | Campeonato Pan-Americano Adulto                    |                   | Medalha de bronze |                      |                   |                     |                   |
| 2011 | Copa do Mundo - Moscou                             |                   |                   | Medalha de bronze    |                   |                     |                   |
| 2011 | Campeonato Nacional Brasileiro                     | Medalha de prata  | Medalha de ouro   | Medalha de ouro      | Medalha de bronze |                     | Medalha de ouro   |
| 2011 | Copa do Mundo - Gante                              |                   |                   | Medalha de ouro      |                   |                     |                   |
| 2011 | Jogos Pan-Americanos                               |                   | 5º                |                      |                   |                     |                   |
| 2012 | Trófeu Brasil de Ginástica Artística               |                   | Medalha de ouro   |                      |                   |                     |                   |
| 2013 | Copa do Mundo - Anadia                             |                   |                   | Medalha de ouro      | 4º                |                     | 8º                |
| 2014 | Campeonato Pan-americano Adulto                    |                   | Medalha de prata  |                      |                   |                     |                   |
| 2015 | Campeonato Mundial de Ginástica Artística          |                   | 9º                |                      |                   |                     |                   |
| 2015 | Jogos Pan-Americanos                               |                   | Medalha de bronze |                      |                   |                     |                   |
| 2016 | Troféu Jesolo                                      |                   | Medalha de prata  |                      |                   |                     |                   |
| 2016 | Jogos Olímpicos                                    |                   | 8º                |                      |                   |                     |                   |
| 2016 | Evento Teste dos Jogos Olímpicos do Rio de Janeiro |                   | Medalha de ouro   |                      |                   |                     |                   |
| 2017 | Troféu Jesolo                                      |                   | Medalha de prata  |                      |                   |                     |                   |
| 2018 | Campeonato Mundial de Ginástica Artística          |                   | 7º                |                      |                   |                     |                   |
| 2018 | Jogos Sul-Americanos                               | Medalha de bronze | Medalha de ouro   |                      | Medalha de prata  | Medalha de prata    |                   |
| 2018 | Copa do Mundo - Cottbus                            |                   |                   | Medalha de prata     |                   |                     |                   |
| 2018 | Memorial Arturo Gander                             |                   |                   | Medalha de ouro      |                   |                     |                   |
| 2018 | Swiss Cup                                          |                   |                   |                      |                   | Medalha de bronze   |                   |
| 2019 | Jogos Pan-Americanos                               |                   | Medalha de bronze |                      |                   |                     |                   |
| 2019 | Copa do Mundo - Stuttgart                          |                   | Medalha de ouro   |                      |                   |                     | Medalha de bronze |
| 2021 | Campeonato Nacional Brasileiro                     |                   | Medalha de ouro   |                      | Medalha de prata  | Medalha de prata    |                   |
| 2022 | Troféu Brasil                                      |                   |                   |                      | 8º                | Medalha de prata    |                   |
| 2023 | Troféu Brasil                                      |                   |                   |                      |                   | Medalha de bronze   |                   |
| 2023 | Campeonato Nacional Brasileiro                     | Medalha de ouro   | Medalha de ouro   |                      | 8º                | Medalha de bronze   | Medalha de ouro   |
| 2023 | Copa do Mundo - Paris                              |                   |                   |                      |                   |                     | Medalha de prata  |
| 2023 | Campeonato Mundial                                 |                   | Medalha de prata  |                      |                   |                     |                   |
| 2023 | Jogos Pan-Americanos                               | 4°                | Medalha de prata  |                      |                   |                     |                   |
| 2024 | Jogos Olímpicos                                    |                   | Medalha de bronze |                      |                   |                     |                   |